# Andreas Denk
Andreas Denk (* 6. Dezember 1959 in Dortmund; † 18. Juni 2021 in Hamburg) war ein deutscher Architekturhistoriker, Architekturtheoretiker und Journalist.

## Leben
Denk studierte von 1982 bis 1990 Kunstgeschichte an der Ruhr-Universität Bochum und der Albert-Ludwigs-Universität Freiburg, sowie Kunstgeschichte, Städtebau, Technik-, Wirtschafts- und Sozialgeschichte sowie Vor- und Frühgeschichte an der Rheinischen Friedrich-Wilhelms-Universität Bonn. Schon während seiner Studienzeit begann seine Tätigkeit als ständiger Korrespondent für das Kunstforum International. Für das Haus der Geschichte in Bonn baute er von 1989 bis 1991 als wissenschaftlicher Mitarbeiter die Designsammlung mit auf.
Andreas Denk "schrieb im Kunstforum... im Bonner Generalanzeiger oder in der Bonner Szenezeitschrift Schnüss" und stieß 1993 zum Bund Deutscher Architektinnen und Architekten (BDA), wo er als Redakteur für die hauseigene Zeitschrift „der architekt“ arbeitete. Im Jahr 2000 folgte er Ingeborg Flagge und Wolfgang Jean Stock als Chefredakteur. Die Position hatte er bis zu seinem überraschenden Tod 2021 inne.
Nach einigen Lehraufträgen und einer Vertretungsprofessur übernahm er 2014 die Professur für Architekturtheorie an der Technischen Hochschule Köln.
Er war seit 2015 ordentliches Mitglied der Nordrhein-Westfälischen Akademie der Wissenschaften und der Künste, Vorsitzender der Gesellschaft für Kunst und Gestaltung (Bonn), Mitglied im Vorstand der Hans-Schaefers-Stiftung (Berlin), Kurator des Vorstands des Architekturforums Rheinland e. V. sowie außerordentliches Mitglied des Bundes Deutscher Architekten BDA.
Denk lebte und arbeitete in Köln, Berlin und Bonn. Er starb im Juni 2021 an einem Herzinfarkt.

## Schriften (Auswahl)
Bücher
- mit Josef Matzerath: Die drei Dresdner Parlamente. Die sächsischen Landtage und ihre Bauten: Indikatoren für die Entwicklung von der ständischen zur pluralisierten Gesellschaft, Wolfratshausen 2000, ISBN 978-3-932353-44-4.
- mit Alice Sàrosi-Tumusiime und David Kasparek: Bund Deutscher Architekten BDA. Chronik einer Wahlgemeinschaft. 1903–2013, Berlin 2013, ISBN 978-3-00-042134-1.
- mit Uwe Schröder (Hrsg.): Stadt der Räume. Interdisziplinäre Überlegungen zu Räumen der Stadt. Mit Beiträgen v. Gernot Böhme, Christopher Dell, Georg Franck, Michael Mönninger, Fritz Neumeyer u. a., Tübingen 2014, ISBN 978-3-8030-0915-9.
- mit Uwe Schröder (Hrsg.): Räume der Stadt. Studienarbeiten zur Stadt der Räume, Tübingen 2016, ISBN 978-3-8030-0914-2.
- mit Uwe Schröder und Rainer Schützeichel (Hrsg.): Architektur Raum Theorie. Eine kommentierte Anthologie. Unter wiss. Mitarbeit von Christopher Schriner, Tübingen 2016, ISBN 978-3-8030-0774-2.
- Denk, Andreas/Gesellschaft für Kunst und Gestaltung (Hrsg.): Uwe Schröder. Monolith, Köln 2018, ISBN 978-3-96098- 274-6.
- mit David Kasparek (Hrsg.): Walter von Lom: Einpassung und Eigensinn – Bauten und Entwürfe 1972–2012, Verlag der Buchhandlung Walther und Franz König, Köln 2023, ISBN 978-3-7533-0486-1.

Aufsätze
- Quanten des Nichts. Zur "Architecture d'ombre" von Ètienne-Louis Boullée, in: Deutscher Werkbund Nordrhein-Westfalen (Hrsg.): Gibt es das Nichts die Leere das Hohle? Annäherungen, Oberhausen 2014, S. 66–82 [Werkbund Akademiereihe 15].
- Learning from Africa. Zeit und Raum des konsekutiven Städtebaus, in: von Keitz, Kay/Voggenreiter, Sabine (Hrsg.): Architektur im Kontext. Die Entwicklung urbaner Lebensräume jenseits von Masterplan und Fassadendiskussion, Berlin 2014, S. 74–95 (m. engl. Fassung), ISBN 978-3-86859-297-9.
- Andreas Denk, Uwe Schröder: Das Romantische in der Architektur. Fragmente aus Gesprächen. In: der architekt.6/2021, geheimnis im gewöhnlichen. zum romantischen in der architektur, ISSN 0003-875X.